# Rudolf Klein-Diepold
Rudolf Klein-Diepold, auch Rudolf Klein (* 9. November 1871 in Köln; † 1925), war ein deutscher Kunsthistoriker, Kunstschriftsteller und Kunstkritiker.

## Leben
Klein-Diepold war Sohn des Düsseldorfer Malers Friedrich Emil Klein und dessen Ehefrau, der Dichterin Friederika Wilhelmina Ada von Diepold, sowie Bruder der Maler Leo, Julian und Maximilian (Max) Klein von Diepold. Er wuchs seit 1873 in Düsseldorf auf, besuchte das Königliche Gymnasium und studierte Kunst- und Literaturgeschichte. 1904 heiratete er die Malerin Julie Wolfthorn. Das Paar lebte in Berlin.
Vor dem Ersten Weltkrieg schrieb er über Aubrey Beardsley, Arnold Böcklin, Fritz Boehle, Lovis Corinth, Ferdinand Hodler, Max Klinger, Max Liebermann, Adolph von Menzel, Adolf Oberländer, Félicien Rops und Moritz von Schwind. Ab 1904 bzw. 1907 gehörte er etwa zu den Autoren der Zeitschriften Die Kunst und Sozialistische Monatshefte, für die er unter anderem über die Berliner Secession berichtete. Ab 1900 schrieb er für Die Rheinlande, 1919 für die Zeitschriften Nord und Süd und Die Literatur, 1920 für Die neue Rundschau, 1922 für die westdeutsche Wochenzeitschrift Der Hellweg und die Zeitschrift Deutsche Kunst und Dekoration.

## Schriften (Auswahl)
- Max Klinger. Berlin 1903 (Digitalisat)
- Aubrey Beardsley. Berlin 1904 (Digitalisat)
- mit Wilhelm Schäfer: Internationale Kunstausstellung Düsseldorf 1904. Düsseldorf 1904
- Max Liebermann. Berlin 1906 (Digitalisat)
- Das deutsche Kunstproblem der Gegenwart. Berlin und Leipzig 1915 (Digitalisat)